# محمد السيد ندا
محمد السيد ندا (20 إبريل 1943 / 15 ربيع الثاني 1362 هـ - 1 صفر 1434 هـ / 15 ديسمبر 2012  -)، شاعر وإذاعي مصري.

## مولده وتعليمه
ولد الشاعر محمد السيد ندا بقرية شنوان في محافظة المنوفية بدلتا مصر في20 إبريل 1943 / 15 ربيع الثاني 1362 هـ وعمل والده مدرسا بمدرسة المساعي المشكورة الثانوية بشبين الكوم حتى انتقاله للعمل بمنظقة حلوان التعليمية بمحافظة القاهرة ليكمل الشاعر تعليمه الأساسي والثانوي بالقاهرة حتى التحقاقه بكلية الاقتصاد والعلوم السياسية (جامعة القاهرة) وتخرجه منها عام 1966.

## الدرجة العلمية والوظيفية
حصل محمد السيد ندا على درجة البكالوريوس في الاقتصاد والعلوم السياسية من جامعة القاهرة عام 1966.
عمل بالإذاعة المصرية مذيعاً، ومعداً للبرامج، حتى إعارته للعمل مراقباً عاما للبرامج الثقافية بإذاعة أبوظبي بدولة الإمارات العربية المتحدة منذ 1970 وساهم في تطوير البرامج الثقافية والاجتماعية في إذاعة أبوظبي منذ بدايات انشائها ببرامجه اليومية ومنها برنامج سوالف ومواقف اليومي طوال أكثر من 10 سنوات. وكذلك برامج تلفزيونية على قناة أبوظبي الأولى ومنها برنامج مشاهدينا الأعزاء أهلا الاسبوعي، حتى عودته في فبراير 1993 للعمل مذيعاً أول بإذعة البرنامج الثقافي بالقاهرة حتى صار مديرا عاما لها، ثم عمل بشبكة صوت العرب حتى بلوغه سن التقاعد بعد أن أصبح مديرا عاما بالشبكة. كان عضواً بالجمعية الأدبية المصرية.

## أشعار ومؤلفات وتواشيح دينية واتجاهات شعرية

### تأثره واتجاهاته
تأثر الشاعر بكتابات الشاعر صلاح عبد الصبور حيث كان عضوا بالجمعية الأدبية المصرية التي كان يرأسها الشاعر الراحل صلاح عبد الصبور منذ 1962.

### مؤلفات وأشعار في الصحافة العربية
نشر الشاعر معظم إنتاجه الشعري بالصحافة العربية والخليجية مثل: مجلة الآداب اللبنانية، مجلة الشعر، الشروق، الجمهورية، الاتحاد الإماراتية، الخليج الإماراتية، البيان الإماراتية, وأصدر أول ديوان له وهو في السابعة عشرة.
دواوينه الشعرية: خريف قلب 1962 - أجراس الملل 1963 - أسرار وأنوار 1992 - أشرعة البحار المقمرة 1993 - بستان القلب الأخضر 1993 - التي هاجرت إلى السماء 2012 - تجليات ملكوتية 2012 - المراتب والبشارات 2012 - قصائد الثورة 2012

### التواشيح الدينية
للشاعر كتابات صوفية ودينية كثيرة منها ثلاثون ابتهالاً بصوت الشيخ سيد النقشبندي سُجلت في إذاعة أبوظبي
ولحنها الموسيقار عمار الشريعي ومنها:
| - النور منه الحقيقة - أطلقوني من سياج الأسر حتى أتلاقى - المدينة المنورة - يا اللــه - يا رب يا رحمن - وقادمون نحن - حبيبي أنت | - يا باسط الأرزاق - النائمون - يا ربنا العظيم يا الله - يا صاحبي - الحب - غناء الزهر - أيقظ الشوق مقلتي من رقاد | - يا ربنا العظيم - إلهي وأنت مجيب الرجاء - يا رب نورا - القلب يا رب حامد - الله أكبر دعوة الحق المبين - ذنوبنا تلال - سفينة النجاة |

### مختارات من أعماله للشيخ سيد النقشبندي
| اسم التوشيح            | كلمات التوشيح | مكان التسجيل | نسخة صوتية                   |
| ---------------------- | --- | ------------ | ---------------------------- |
| النور منه الحقيقة.     | الْنُّوْرُ مِنْهُ الْحَقِيْقَةُ، وَالْحَقُّ يَا رَبِّ نُوْرٌ، فِيْ الْقَلْبِ نَرْجُوْ شُرُوْقَهُ، في كُلِّ مَا يَتَرَاأَى لِلْعَيْنِ أَوْ لَيْسَ يُنْظَرُ، أَرَاهُ يَا رَبِّ يَظْهَرُ، لَكِنَّهُ يَتَنَاأَى عَنِ الْعُيُوْنِ الْغَوَافِلِ، وَالْعُمْرُ مِثْلُ الْقَوَافِلِ، يَمُرُّ عَبْرَ الْصَّحَارَى، وَشَمْسُهُ تَتَوَارَى، مَهْمَا تَرَاهُ يَقُوْلُ: فَكُلُّ شَيْءٍ يَزُوْلُ، وَمَا عَدَاكَ إلَهِيْ، وَمَا سِوَى أَنْوارِكَ، وَهْمٌ سَرَابٌ وَبَاطِلٌ، الْكُلُّ يَا رَبِّ زائلٌ، وَأَنْتَ يَا رَبِّ حَيٌّ، وَمَنْ سِوَاكَ يَدُوْمُ، يَا حَيُّ يَا قَيُّوْمُ. | إذاعة أبوظبي | النور منه الحقيقة            |
| أطلقوني من سياج الأسر. | أطلقوني من سياج الأسر حتى أتلاقى بحبيبٍ طال شوقي للقاهُ.يا رفاق الدرب إني حائر وطريقي في ظلام الحس عاثر ليس بالسمع ولا باللمس عشقي ليس بالألحاظ شوقي لا ولا بالبصر إنما الحب عناق النور في دنيا الحقيقة إنما العشق احتضان للزوال وانتظار للمآل وانطلاق من ظلام الوهن في دنيا الخليقة للسماوات الطليقة وشهود الحق بالحق بلا أنَّ الشهود لا مكان لا زمان فالذي أوجد هذا العالم الأرحب لا أول له لا آخر له أول دون ابتداء آخر دون انتهاء هو رب العالمين والذي يزكي الحنين نور مشكاة اليقين. | إذاعة أبوظبي | أطلقوني من سياج الأسر        |
| المدينة المنورة.       | تلطفى يا ريح بالمدينة المنورة تعطرى تعطرى ياريح من بقاعها المعطرة فحيثما هببت أو حللت يا رياح ستحملى أريجه صلوات الله وسلامه عليه تلطفى يا ريح بالمدينة المنورة تعطرى ياريح من بقاعها المعطرة فحيثما هببت أو حللت يا رياح ستحملى أريجه نبينا نبينا الذي تعطرت بحبه الأرجاء نبينا حبيبنا الذي تزهرت بنوره الأنحاء . | إذاعة أبوظبي | تلطفى يا ريح بالمدينةالمنورة |
| يا اللــه              | يا الله لا إله إلا أنت الله لا إله إلا الله الله لا سواه لا وقت لابتدائه ولا منتهاه ومنتهى الرضا أن تبتغى رضاه الله لا إله إلا الله تسبح الأفلاك والأملاك والأكوان تسبح البحار والجبال والاشجار تسبح السماء بالبروق بالرعود بالامطار تسبح الرياح تسبح الطيور في الفضاء والأسماك في البحار تسبح الأسرار في القلوب وتسجد الارواح للأنوار الله لا إله إلا الله. | إذاعة أبوظبي | يا اللــه                    |
| يا رب يا رحمن          | يا رب يا رحمن الساهرون الليل يا الله رفعوا الأكف إلى سمائك ضارعين سكنت جميع خلائق الأكوان إلا مِن تنفسِ صدرِ عاشق ومعلق بحبال أنسك روح مَن عشقوا الجمال ومسافر في ليل نورك سائل وسؤال مَن علم الرحمات للسحب الرقيقة مَن قاد للأعمى طريقه مَن لقَّن الطير الرقيق حنوه يا ربنا الحنان، يا منان، يا خالق الأكوان، يا الله، يا رحمن، يا رحيم. | إذاعة أبوظبي | يا رب يا رحمن                |

### الدواوين المصدرة
- خريف قلب 1962.
- أجراس الملل 1963
- أسرار وأنوار 1992 شركة أبوظبي للطباعة والنشر.
- أشرعة البحار المقمرة 1993 شركة أبوظبي للطباعة والنشر.
- بستان القلب الأخضر 1993 شركة أبوظبي للطباعة والنشر.
- التي هاجرت إلى السماء 2012.[6] الحضارة للنشر.
- تجليات ملكوتية 2012 الحضارة للنشر.
- المراتب والبشارات 2012 الحضارة للنشر.
- قصائد الثورة 2012 الحضارة للنشر.

## مهمات أخرى
- شعراء معجم البابطين للشعراء العرب.[9]
- عضو اتحاد كتاب مصر.
- عضو جمعية خريجي كلية الاقتصاد والعلوم السياسية.

## وصلات خارجية
- ابتهالات دينية للشيخ سيد النقشبندي كلمات الشاعر محمد السيد ندا على يوتيوب
- موسوعة البابطين الشعرية: محمد السيد ندا في موقع البابطين للشعراء العرب
- محمد ندا.. يرثي زوجته بـ"التي رحلت إلى السماء" بوابة أخبار اليوم
- "تجـليات ملكوتية".. ديوان جديد للشاعر محمد السيد ندا-بوابة أخبار اليوم
- ""قصـائـد الثـورة" ديوان جديد للشاعر محمد السيد نـدا-اليوم السابع
- "وفاة الشاعر والإعلامي محمد السيد ندا".. وفاة الشاعر والإعلامي محمد السيد ندا-بوابة أخبار اليوم
- ديوان بستان القلب الأخضر
- ديواني بستان القلب الأخضر وأشرعة البحار المقمرة على موقع مكتبة اسكندرية نسخة محفوظة 13 ديسمبر 2019 على موقع واي باك مشين.